# Armen Zakarián
Armen Iguitovich Zakarián –en ruso, Армен Игитович Закарян– (Semipalátinsk, URSS, 28 de septiembre de 1989) es un deportista ruso que compitió en boxeo. Ganó una medalla de oro en el Campeonato Europeo de Boxeo Aficionado de 2013, en el peso supeligero.

## Palmarés internacional
| Campeonato Europeo | Campeonato Europeo  | Campeonato Europeo | Campeonato Europeo |
| Año                | Lugar               | Medalla            | Categoría          |
| ------------------ | ------------------- | ------------------ | ------------------ |
| 2013               | Minsk (Bielorrusia) | Medalla de oro     | 64 kg              |